# Beta1 Tucanae
Título a ser usado para criar uma ligação interna é Beta1 Tucanae.
Beta Tucanae (Tuc β / β Tucanae) é um sistema estelar composto por seis estrelas na constelação de Tucana. Três dessas estrelas têm uma designação de Bayer própria.
A estrela mais brilhante, Beta1 Tucanae (Beta Tucanae A), tem magnitude aparente 4,36 e tipo espectral B9V. Ela tem uma companheira, Beta Tucanae B, que tem classe espectral M3V e magnitude aparente 13,5. A separação de Beta Tucanae A e Beta Tucanae B é de 110 UA e elas levam 700 anos para completar uma órbita.
Beta2 Tucanae (Beta Tucanae C), tem magnitude aparente 4,8 e classe espectral A2V. Sua compenheira, Beta Tucanae D, tem magnitude aparente 6,0 e classe espectral A7V e está a uma distância média de 16,5 UA de Beta Tucanae C, levando 43 anos para completar uma órbita.
Beta1 Tucanae e Beta2 Tucanae estão a 1 160 UA de distância.
Beta3 Tucanae está a 23 000 UA do resto do sistema, e não se sabe se está vinculado com as outras estrelas. Essa estrela tem classe espectral A0V e magnitude aparente 5,8 e tem uma companheira que está a 4 UA de distância.